# Жілберту Рібейру Гонсалвіш
Жілберту Рібейру Гонсалвіш (порт.-браз. Gilberto Ribeiro Gonçalves; нар. 13 вересня 1980) — бразильський футболіст, що грав на позиції нападника. Провів більшу частину кар'єри в «Корінтіансі», також грав за збірну Бразилії.

## Клубна кар'єра
Жіл виріс у маленькому містечку Андаріна, його талант проявився в дуже ранньому віці. Його помітили скаути «Корінтіанса», коли йому було 15 років, і незабаром він приєднався до молодіжного складу.
Його кар'єра в «Корінтіанс» була відносно успішною, Жіл забив 31 гол у 124 іграх, достойний результат для флангового форварда. Його швидкість, майстерність, техніка, контроль м'яча і здатність обійти суперника дозволили йому зарекомендувати себе в бразильській Серії А, але після п'яти років з першою командою «Корінтіанса» у 2005 році він був проданий в «Токіо Верді» з Японії.
Його кар'єра в Японії була невдалою. Жіл не зміг пробитися до основного складу і не грав в повну силу, що в свою чергу в 2006 році призвело до його трансферу в бразильську команду «Крузейро». Він не демонстрував свій кращий футбол і під час гри за «Крузейро», забивши лише три голи у 14 матчах. Тим не менше, більшість матчів він починав з перших хвилин і став надійним «диспетчером», віддаючи гольові передачі форвардам.
Сезонне перебування в «Хімнастіку» (Таррагона) було ще одним невдалим трансфером Жіла. Під час свого виступу за іспанський клуб він зіграв 19 матчів і не забив жодного гола.
У 2007 році він повернувся до Бразилії, де грав кілька років за «Інтернасьйонал», «Ботафого» та «Фламенго», потім завершив кар'єру.
У 2014 році Жіл відновив кар'єру і пограв ще за нижчолігові клуби АБС та «Жувентус» (Сан-Паулу).

## Виступи за збірну
В офіційних матчах у складі національної збірної Бразилії дебютував 11 червня 2003 року в товариському матчі з національною командою Нігерії (3:0). Це був вдалий дебют, оскільки вже на 34 хвилині він забив перший гол для Бразилії. У тому ж місяці він взяв участь в Кубку Конфедерацій 2003 року, де відіграв усі три матчі групового етапу з Камеруном, США і Туреччиною, який був його останнім матчем за збірну. Його команда не вийшла з групи, поступившись за додатковими показниками Туреччині, після чого Жілберто за збірну більше не грав. Всього у формі головної команди країни зіграв 4 матчі.

## Статистика
| Збірна Бразилії | Збірна Бразилії | Збірна Бразилії |
| Роки            | Ігри            | голи            |
| --------------- | --------------- | --------------- |
| 2003            | 4               | 1               |
| Усього          | 4               | 1               |

## Досягнення
«Корінтіанс»
- Чемпіон Бразилії (1): 2005
- Володар Кубка Бразилії (1): 2002
- Чемпіон штату Сан-Паулу (3): 1999, 2001, 2003
- Переможець Турніру Ріо-Сан-Паулу (1): 2002
- Володар Срібного м'яча: 2002

«Крузейро»
- Чемпіон штату Мінас-Жерайс (1): 2006

«Інтернасьйонал»
- Чемпіон штату Ріу-Гранді-ду-Сул: (1): 2008

«Фламенгу»
- Чемпіон Бразилії (1): 2009